# Білоруська християнська демократія (1927)
Білоруська християнська демократія (біл. Беларуская хрысьціянская дэмакратыя) — білоруський правоцентристський політичний рух, який з'явився на початку XX століття.
Білоруський християнський політичний рух з'явився на початку XX століття у середовищі білоруських студентів-теологів і семінарістів. Намаганнями білоруської католицької громади у Вільно видавалася газета «Беларус», приблизно в 1917 році в Петрограді представники білоруської діаспори на чолі з ксьондзами А. Станкевичем і В. Годлевським заснували партію Християнсько-демократична злучність (БХЗ) (біл. Хрысьціянска-дэмакратычная злучнасьць). Представники християнських демократів входили у Білоруський національний комітет, брали участь у Першому всебілоруському з'їзді в Мінську в грудні 1917 року. У 1918 році християнські демократи привітали акт проголошення незалежної білоруської держави — БНР.
На базі БХЗ 6 листопада 1927 року у Вільнюсі була заснована партія Білоруська християнська демократія. З того часу партія вела активну діяльність у Західній Білорусі.
З січня 1935 року БХД діяла під назвою «Білоруське народне об'єднання» (БНА). Партія виступала за еволюційний шлях розвитку суспільства і за парламентські форми боротьби. Виступала за об'єднання всіх білоруських земель в єдину етнічну державу.
Після возз'єднання Білорусі в 1939-1940 роках багато лідерів та активістів БХД за свою діяльність були репресовані радянським, а потім і нацистським режимом. У 1940 році партія припинила своє існування. У радянські часи історія БХД замовчувалося.